# Гъдел
Гъделичкането е акт на докосване на част от тялото по начин, който води до неволни движения на потрепване или смях.
Усещането за гъдел включва сигнали от нервни влакна, асоциирани с болка и допир.
Погрешно е да се смята, че участъците по кожата на човешкото тяло, които са най-чувствителни към докосване ще бъдат и също така най-чувствителни на гъдел. Докато дланта на ръката, е далеч по-чувствителна към допир, повечето хора смятат, че стъпалата на краката им са най-чувствителни на гъдел. Други области на гъдел са подмишниците, страните на торса, врата, коляното, корема, перинеума, пъпа и ребрата.
При едно проучване от 2008 г. се установява, че 73% от хората изпитват гъдел по различни части от тялото, а останалите твърдят, че не са изпитали гъдел въобще. 89% от анкетираните са споделили, че изпитват гъдел на десния крак, 80% на подмишниците им, 77% на левия им крак, 77% в областта на ребрата, 65% върху дланите им, 61% по колената и 51% по корема. Същото изследване откри, че няма разлика при гъделичкането между половете.